# Ricardo Quaresma
Ricardo Andrade Quaresma Bernardo [ʀi'kaɾdu ɐ̃'dɾadə kwɐ'ɾɛʃmɐ beɾ'naɾdu] (* 26. September 1983 in Lissabon) ist ein ehemaliger portugiesischer Fußballspieler. Er stand zuletzt bei Vitória Guimarães unter Vertrag.

## Karriere

### Im Verein

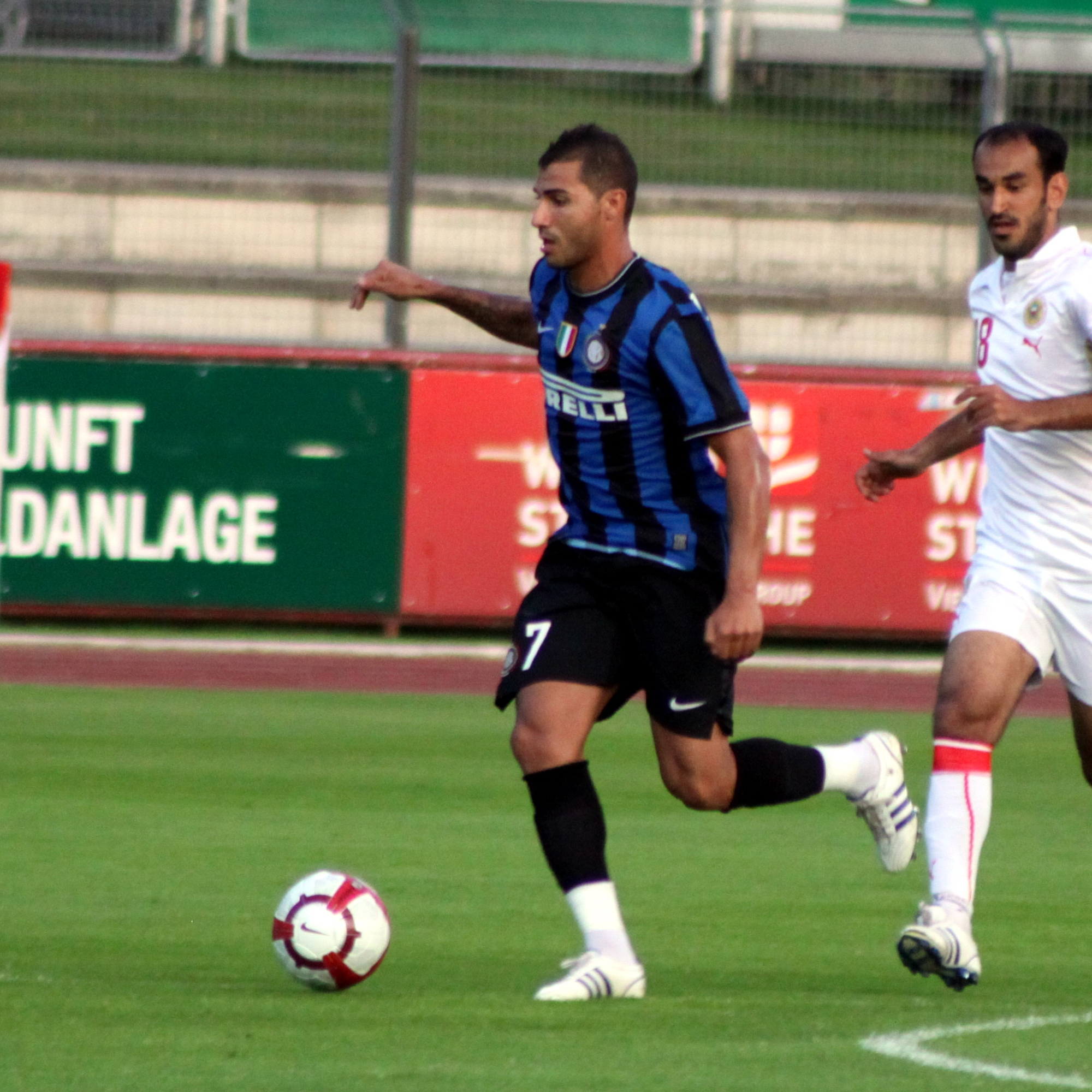
Ricardo Quaresma (2009)
im Inter Mailand-Dress

Ricardo Quaresma stammt aus der Talentschmiede der Jugendakademie von Sporting Lissabon, wo er auch seine Profikarriere mit 18 Jahren begann und sein Debüt in der Liga in einem Spiel gegen den FC Porto absolvierte. Er gewann 2002 mit der Mannschaft das Double aus Meisterschaft und Pokalsieg.
Zur Saison 2003/04 wechselte er zum FC Barcelona, bei dem er sich aber nicht durchsetzen konnte. Nach einem Jahr kehrte er nach Portugal zum FC Porto zurück und unterschrieb einen Fünfjahresvertrag, wobei er Vertragsbestandteil des Transfers von Deco zum FC Barcelona war. Im Januar 2008 verlängerte er vorzeitig seine Vertragslaufzeit um weitere zwei Jahre. Mit dem FC Porto wurde er dreimal in Folge portugiesischer Meister.
Im Sommer 2008 wechselte Quaresma zu Inter Mailand und im Gegenzug Pelé zu Porto. Sein Debüt gab er am 13. September 2008 im Serie-A-Spiel gegen Calcio Catania. Das Spiel endete mit 2:1. Seinen ersten Einsatz für Inter in der UEFA Champions League absolvierte er am 18. September 2008 gegen Panathinaikos Athen. Nach der Hinrunde wurde Quaresma im Februar 2009 bis zum Ende der Spielzeit 2008/09 in die englische Premier League zum FC Chelsea verliehen. In der Saison 2009/10 gewann Quaresma mit Inter Mailand unter Trainer José Mourinho das Triple aus italienischer Meisterschaft, italienischem Pokal und der UEFA Champions League.
Zur Saison 2010/11 wechselte Quaresma in die Türkei zu Beşiktaş Istanbul. Er erhielt das Trikot mit der Nummer 7, das ihm vom neuen Teamkameraden Rıdvan Şimşek übergeben wurde. Im Mai 2011 gewann er mit der Mannschaft im Finale des türkischen Pokals den Pokaltitel und wurde zum Spieler des Spiels ernannt. In der Saison 2011/12 wurde Quaresma von Trainer Carlos Carvalhal suspendiert und später wieder begnadigt. Ende Dezember 2012 wurde sein Kontrakt ein halbes Jahr vor Vertragsende gegen eine Abfindung aufgelöst.
Im Januar 2013 unterschrieb Quaresma einen Eineinhalbjahresvertrag beim Erstligisten Al-Ahli Dubai in den Vereinigten Arabischen Emiraten. Bereits im Mai 2013 wurde der Vertrag vorzeitig aufgelöst.
Ab Januar 2014 spielte Quaresma wieder beim FC Porto und kam in der laufenden Saison wettbewerbsübergreifend zu 24 Einsätzen und 13 Torbeteiligungen. Er konnte sich mit seinem Verein für die Champions League qualifizieren. In der Saison 2014/2015 schoss Quaresma in allen Wettbewerben zehn Tore in 43 Spielen. Zusätzlich konnte er noch mit neun Torvorlagen dienen.
Zur Saison 2015/16 wechselte er erneut zu Beşiktaş Istanbul für 1,2 Millionen Euro.  Nach seiner Rückkehr zu dem türkischen Erstligisten, blieb er für weitere vier Jahre unter Vertrag. In dieser Spielzeit kam er in der Liga 108 mal zum Einsatz und war an 51 Toren beteiligt. Er wurde zweimal türkischer Meister.
In der Saison 2019/20 wechselte er zu dem türkischen Verein Kasimpasa und erzielte in 26 Einsätzen vier Tore für den Erstligisten.
Nach nur einer Saison unterschreibt Quaresma seinen Vertrag bei dem portugiesischen Erstligisten Vitória Guimarães zur Saison 2020/21. Er kann 12 Torbeteiligungen in 50 Einsätzen verbuchen. Nach der Saison 2021/22 verließ der 39-jährige Guimarães und ist seitdem vereinslos.

### In der Nationalmannschaft

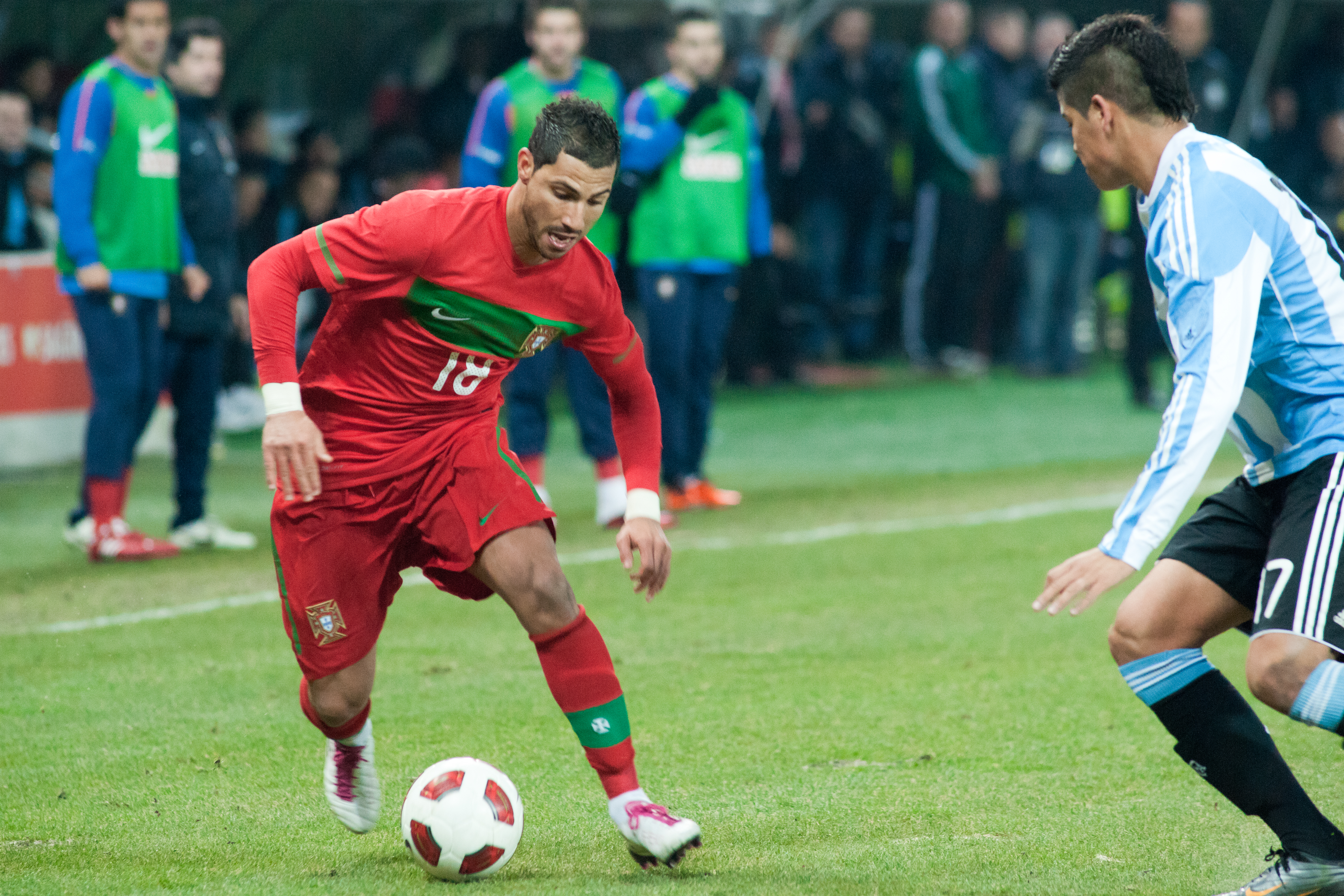
Ricardo Quaresma (2011) beim
Dribbeln im Trikot der Seleção

Ricardo Quaresma spielte in mehreren portugiesischen Juniorenauswahlen und gewann 2000 die U-16-Europameisterschaft in Israel. Im Finale erzielte er gegen Tschechien beide Treffer zum 2:1-Sieg. Seinen ersten Länderspieleinsatz für die portugiesische Nationalmannschaft hatte er im Juni 2003 gegen Bolivien.
Zudem nahm er bei der Qualifikation zur Weltmeisterschaft 2006 in Deutschland teil, wurde aber dort nicht in den Kader berufen.
Sein erstes Tor für die Nationalmannschaft erzielte Quaresma am 24. März 2007 beim Qualifikationsspiel zur Europameisterschaft 2008 gegen Belgien. Außerdem gehörte er bei der UEFA Euro 2008 in Österreich und der Schweiz zur Mannschaft und erzielte in der Vorrunde gegen Tschechien ein Tor.
Quaresma nahm an der Qualifikation zur Weltmeisterschaft 2010 teil, wurde aber nicht ins Aufgebot des Turnieres nominiert. Bei der Europameisterschaft 2012 war er zwar Teil des Kaders, kam aber zu keinem Einsatz.
Bei der Europameisterschaft 2016 stand er erneut im Aufgebot Portugals. Er war einer von fünf Spielern im Kader, die in allen sieben Turnierpartien zum Einsatz kamen. Allerdings stand er dabei nur einmal, im zweiten Gruppenspiel gegen Österreich, in der Startelf. Im dritten Gruppenspiel gegen Ungarn gab er die Vorlage zum 3:3-Ausgleich. Im Achtelfinale gegen Kroatien entschied er mit einem Kopfballtor in der Verlängerung die Partie. Im Viertelfinale gegen Polen verwandelte er entscheidend im Elfmeterschießen. Im Finale gegen Gastgeber Frankreich kam er bereits in der 25. Minute für den verletzten Cristiano Ronaldo ins Spiel. Durch einen 1:0-Sieg nach Verlängerung wurde Portugal zum ersten Mal Europameister.

### Spielweise
Bekannt ist er insbesondere für seine zielgenauen Schüsse und Flanken, die er häufig mit dem Außenrist schießt (trivela). Hinzu kommen seine Lauffreudigkeit und Schnelligkeit, weshalb er den Spitznamen Mustang erhielt. Außerdem ist er bekannt für seine Rabona, bei der er mit gekreuzten Beinen schießt oder flankt.

## Erfolge

### Verein
- Sporting Lissabon (2001–2003)
  - Portugiesischer Meister: 2002
  - Portugiesischer Pokalsieger: 2002
  - Portugiesischer Supercupsieger: 2002
- FC Porto (2004–2008)
  - Weltpokal-Sieger: 2004
  - Portugiesischer Meister: 2006, 2007, 2008
  - Portugiesischer Pokalsieger: 2006
  - Portugiesischer Supercupsieger: 2004, 2006
- Inter Mailand (2008–2010)
  - Italienischer Meister: 2009 1, 2010
  - Italienischer Pokalsieger: 2010 (ohne Einsatz)[5]
  - UEFA-Champions-League-Sieger: 2010
- FC Chelsea (2009)
  - Englischer Pokalsieger: 2009
- Beşiktaş Istanbul (2010–2012 und 2015–2019)
  - Türkischer Meister: 2016, 2017
  - Türkischer Pokalsieger: 2011
- Al-Ahli Dubai (2013)
  - V.A.E.-Präsidenten-Pokalsieger: 2013

### Nationalmannschaft
- Portugiesische U-16-Junioren (2000)
  - U-16-Europameister: 2000
- Portugiesische A-Nationalmannschaft (2003–2018)
  - Europameister: 2016
  - FIFA-Konföderationen-Pokal: 3. Platz 2017

### Auszeichnungen
- FC Porto (2004–2008)
  - Portugals Fußballer des Jahres: 2005, 2006
- Inter Mailand (2008–2010)
  - Bidone d’oro (Negativpreis): 2008

## Sonstiges
Quaresmas Mutter gehört der Roma-Minderheit an.